# 人にやさしく (テレビドラマ)
『人にやさしく』（ひとにやさしく）は、2002年1月7日から3月18日まで毎週月曜日21:00 - 21:54（JST）に、フジテレビ系の「月9」枠で放送されたテレビドラマ。主演は香取慎吾。

## あらすじ
東京、原宿の「3ピース」の看板を掲げた大きな一軒家に、原宿中学校歴代ボスである前田前（香取慎吾）・山田太朗（松岡充）・大坪拳（加藤浩次）が3人で暮らしている。借金返済の毎日で極貧生活。ある日、前は家の前で100万円の入った封筒を拾う。3人は思わず全て使ってしまうが、そのお金はここを訪ねてきた小学1年生・五十嵐明（須賀健太）が落としたものだった。明は「この子を預かって下さい」という母親からの手紙を差し出し、3人が明を預かることとなる。
明を育てていくことにより、お互いがお互いを見つめあいながら共に成長していく、青春“子育て”グラフィティー。

## キャスト

### 3ピース
前田 前（まえだ ぜん）
演 - 香取慎吾（SMAP）
原宿中学校45代目ボス。産まれる前から父親はおらず、母親も前が1歳のときに事故で亡くなったため、以来ずっと施設で育った。幼い時から両親がいなかった為、家族に人一倍憧れを持っており、将来は大きな家に住みたいという夢を持ち20歳で今の豪邸を買うが、実はインチキ不動産屋に騙されて買ったので借金がたまっている。明のことでは親に捨てられたという境遇を持つ太朗や拳と考え方の違いから対立することもあるが、次第に3人協力して明を育てていく。3ピース（「ピースよりもっと幸せになれる」という意味）が口癖。プロのスノーボーダーになる夢を抱いている。明に「仲間の大切さ」を教えた。最終話でのぞみに告白、そして明と同じ境遇の子供をまた拾うのであった。
山田 太朗（やまだ たろう）
演 - 松岡充（SOPHIA）
前の家で一緒に住んでいる原宿中学校43代目ボス。女好きですぐにナンパをする。大阪の大きな病院の息子だったが、中学1年の時に傷害事件を起こし、世間体を気にした両親は彼を原宿中学校に単身転校させ、その後は金を送り続けるだけで太朗に接触しようとしなかった。その父親を見返すために弁護士を目指している。そんな父親でも「太朗」という良い名前をつけてくれたことに対しては感謝している。元々結婚していたが、自分の浮気が原因で離婚。離婚後、行くあての無い太朗は前の家に転がり込んだ。のぞみに好意を抱き、告白するものの、前が好きだという理由により、フラれる。明に「（自分はダメだったが）父親を大事に思うこと、明るく元気にいること」の大切さを教えた。最終話で、本格的に弁護士を目指す準備段階として、法律事務所でアルバイトを始めることとなった。
大坪 拳（おおつぼ けん）
演 - 加藤浩次（極楽とんぼ）
前の家で一緒に住んでいる原宿中学校41代目ボス。趣味はギャンブルとサッカーで中学時代はサッカー部だった。幼いときに離婚した両親に捨てられて親戚の家に預けられたが、ずっと肩身の狭い思いをしてきた。性格は乱暴でケンカも勝たなければ意味がないと考えている。高校卒業と同時に自衛隊に入隊したものの、上官を殴ってクビになり、行く当てがなくなってからは前の家で暮らすようになる。憂のことが好きでずっと片想いのままであったが最終話では憂にプロポーズをし、結婚。3人分の借金を返済。明に「本当の強さ」を教えた。
五十嵐 明（いがらし あきら）
演 - 須賀健太
大手リゾート開発の社長の息子で、生まれたときから裕福な暮らしをしてきたが、会社が倒産し、両親に捨てられたところを3人に拾われ一緒に暮らすようになる。最初は環境の違いなどから戸惑いを感じるが、だんだんと3人に心を開くようになる。前、太朗、拳から大事なことを教わりながら人間としても成長していく。

### その他
榊 のぞみ（さかき のぞみ）
演 - 星野真里
原宿小学校の産休の臨時教師として赴任。後に明が転入した際、担任教師となる。花子とは田舎にいた頃からの幼馴染である。生まれてこの方、恋愛経験が無い。前のことを最初は毛嫌いしていたが、のちに恋心を抱くようになる。しかし肝心の前は、のぞみの気持ちに全く気づいていなかった。そして、最終話で前に告白される。
水崎 花子（みずさき はなこ）
演 - 小西真奈美
3人の行きつけの店『レッドライン』で働いている。太朗に恋心を抱いている。
のぞみの幼馴染である。
日向 憂（ひゅうが ゆう）
演 - りょう
日向龍一の妹。3人の行きつけの店『レッドライン』の店長。3人とは昔からの付き合いであり良き理解者。喫煙者。
日向 龍一（ひゅうが りゅういち）
演 - 陣内孝則
日向憂の兄。警視庁捜査二課の課長。3人が中学時代のころは表参道署の少年課にいて、何度も補導した関係である。彼らを邪険に扱うことなく親身に接し、まともな人間になるべく導いてくれた3人の良き理解者である。彼らが明を預かったことをきっかけに15年ぶりに再会。再び彼らをフォローしていくことになるが、実は彼らに近づいたのは別の意図があった。明とは互いを「ボウズ」「お巡りさん」と呼び合っている。家族は妻と娘がいたが、出世するに従って多忙になったことから家族と接する機会が少なくなり、妻は病死し、娘とは絶縁状態になっている。
ハリー
演 - ブラザートム
前田の勤務先、アクトトリップの店長。前と髪型が同じ。
亀山 リカ（かめやま りか）
演 - 大後寿々花
明の通う原宿小学校の女子生徒で、同級生。明の初恋の相手である。だが、後に転校する事になってしまう。
桑原
演 - おかやまはじめ
原宿小学校の学年主任。
小林 翼（こばやし　つばさ）
演 - 砂川正人
佐々木
演 - 野仲功
ノブ
演 - 石井康太
- 大島蓉子
- 信田美帆
- 京晋佑
- 高橋拓自
- 青木和代
- 椿鮒子
- 高畑岬
- 鈴々木保香
- 谷藤太

### ゲスト
第3話 「父親が見つかった!!」
- 大坪章吾（拳の父） - 深水三章

第5話 「夢」
- 佑介 - 生田斗真（当時ジャニーズJr.）
- 佐藤仁美
- 末永遥
- 岸田健作
- つぐみ学園園長 - 草村礼子
- 野村稔 - 檜山豊
- ハヤタ - 上地雄輔
- ペナルティ
- 宮川大輔
- 中居正広 カメオ出演　ノンクレジット

第6話 「6歳の初恋」
- 奈々（太朗の元妻） - 高岡早紀

第7話 「ゲレンデのキス」
- 小林なおき - 沢村一樹

第8話 「キスの後遺症」
- マイティ坂上（テレビリポーター） 田中裕二
- 桜庭初美（スポーツメーカーの担当者） - 渡辺満里奈
- 遠山俊也
- （レッドラインの客）三瓶
- 矢作美樹

第9話 「父子・衝撃の再会」
- 太朗の父 - 西田健
- 五十嵐光太郎（明の父） - 小木茂光（第10話）

第10話 「友情」
- 洋介（拳の友人・車椅子バスケ選手） - 真木蔵人

最終話 「また会う日まで!?」
- 五十嵐美佐（明の母） - 麻生祐未

## スタッフ
- 脚本 - 鈴木おさむ（最終話のみ原案）、いずみ吉紘
- 演出 - 澤田鎌作、田島大輔、久保田哲史
- 演出補 - 久保田哲史、山下学美、長瀬鉄二郎、浅見真史、大畑真治、石井祐介
- 音楽 - 武部聡志
- 主題歌 - THE BLUE HEARTS「夢」
- 挿入歌 - THE BLUE HEARTS「人にやさしく」「終わらない歌」「ロクデナシ」「英雄にあこがれて」
- 広報 - 中島良明
- プロデュース - 澤田鎌作、栗原美和子
- プロデュース補 - 村井令子、池田匡夫、西田久美子
- 協力 - バスク、渋谷ビデオスタジオ、中川プロスパー、SST、K&L、Y'S GEAR、ウェルムーブ
- 制作著作 - フジテレビ

## 放送日程
| 話数                                                       | 放送日        | サブタイトル               | 脚本                  | 演出       | 視聴率 |
| ---------------------------------------------------------- | ------------- | -------------------------- | --------------------- | ---------- | ------ |
| 第1話                                                      | 2002年1月07日 | この子を預かってください!? | 鈴木おさむ いずみ吉紘 | 澤田謙作   | 23.6%  |
| 第2話                                                      | 2002年1月14日 | 登校拒否かよ!?             | 鈴木おさむ いずみ吉紘 | 澤田謙作   | 22.6%  |
| 第3話                                                      | 2002年1月21日 | 父親が見つかった!!         | いずみ吉紘            | 田島大輔   | 20.5%  |
| 第4話                                                      | 2002年1月28日 | 子育てスランプ!?           | 鈴木おさむ            | 田島大輔   | 20.9%  |
| 第5話                                                      | 2002年2月04日 | 夢                         | いずみ吉紘            | 久保田哲史 | 20.5%  |
| 第6話                                                      | 2002年2月11日 | 6歳の初恋                  | 鈴木おさむ            | 澤田謙作   | 20.6%  |
| 第7話                                                      | 2002年2月18日 | ゲレンデのキス             | いずみ吉紘            | 田島大輔   | 21.4%  |
| 第8話                                                      | 2002年2月25日 | キスの後遺症               | 鈴木おさむ            | 久保田哲史 | 21.4%  |
| 第9話                                                      | 2002年3月04日 | 父子・衝撃の再会           | いずみ吉紘            | 久保田哲史 | 21.3%  |
| 第10話                                                     | 2002年3月11日 | 友情                       | 鈴木おさむ            | 田島大輔   | 19.6%  |
| 最終話                                                     | 2002年3月18日 | また会う日まで!?           | いずみ吉紘            | 田島大輔   | 22.5%  |
| 平均視聴率 21.4%（視聴率は関東地区・ビデオリサーチ社調べ） |               |                            |                       |            |        |

## 受賞
- 第32回ザテレビジョンドラマアカデミー賞[2][3]
  - 最優秀作品賞
  - 主演男優賞（香取慎吾）
  - 助演女優賞（星野真里）
  - 主題歌賞（THE BLUE HEARTS）
  - 新人俳優賞（松岡充）

## 備考
- 第5話にお笑いコンビのペナルティが一瞬だけエキストラとして出演しているシーンがある。
- タイトルの由来は、挿入歌にも使われたTHE BLUE HEARTSの曲「人にやさしく」である。当初は同曲が主題歌に使われる予定であったが、曲の冒頭の「気が狂いそう」という歌詞が主題歌としては適切ではないという放送局の判断で変更になった。
- オープニングの主題歌が流れると、THE BLUE HEARTSがそれまで撮ってきた写真の真似をする。
- 当初、榊のぞみ役は加藤あいが演じる予定で、加藤は2001年10月の製作発表会にも出席していたが、体調不良のため11月に降板した。
- この作品終了後、香取、松岡、加藤、須賀の4人は3度共演している。1度目は2002年12月放送の香取がメンバーだったSMAP司会のバラエティ番組『SMAP×SMAPスペシャル』の特別企画「スマスマ裁判」（進行：小倉智昭、菊間千乃当時フジテレビアナウンサー）、2度目は2017年11月29日放送の香取が司会のバラエティ番組『おじゃMAP!!』、3度目は2024年2月11日放送の香取がスペシャル司会を担当したバラエティ番組『行列のできる相談所』。4人ともどの時代においても多忙であり、『おじゃMAP!!』では、番組での共演としてはスマスマ以来15年ぶり（プライベートでも一同に集結するのは10年ぶりと香取が発言している）、『行列のできる相談所』では『おじゃMAP!!』以来7年ぶりの再会となった。
- 香取、須賀、星野は2025年に同局の「木曜劇場」枠で香取が主演を務めたドラマ『日本一の最低男 ※私の家族はニセモノだった』第8話でも共演している。

## 関連商品
- 人にやさしく DVD 第1巻 - 第4巻（発売元・フジテレビ映像企画部、販売元・ビクターエンタテインメント）